# Agarista-ȘS Anenii Noi
El Agarista-ȘS Anenii Noi es un club de fútbol femenino moldavo de la ciudad de Anenii Noi, que juega en el Campeonato femenino de fútbol de Moldavia, máxima categoría del fútbol femenino en ese país.
El club hizo su debut europeo en la Liga de Campeones Femenina de la UEFA en la edición 2018-19.

## Historia
En solo unos años de existencia, el club de Anenii Noi ha ganado todas las competiciones nacionales, ganando hasta ahora tres títulos de campeonato consecutivos y dos Copas de Moldavia.
La historia de éxito del club comenzó en 2017, cuando Iurie Purice fue nombrada directora de la Escuela Deportiva Anenii Noi. El fútbol es un deporte extremadamente popular entre los jóvenes, especialmente las niñas de la región, y los equipos juveniles de la escuela participan regularmente en el campeonato de Moldavia. Por iniciativa del fallecido entrenador Ion Clipa, la nueva dirección de la escuela pronto decidió crear un equipo de seniors, con grandes ambiciones en competencias internas.
El papel decisivo para completar el grupo lo jugó Cristina Musteață, entrenadora de la Escuela Deportiva local. Gracias a la implicación y las relaciones personales de Cristina, el equipo logró legitimar para el debut en el campeonato de Moldavia a algunos grandes nombres del fútbol femenino, como las líderes de la selección nacional Ludmila Caraman y Ludmila Andone, o las experimentadas Tatiana Gherghelegiu, Maria Spânu y Laura-Maria Mereuța. Posteriormente, el club también encontró el apoyo económico de la empresa "Agarista Agricola". Todos estos aspectos del desarrollo dieron el rendimiento esperado y los resultados no tardaron en llegar. En la temporada de debut en la ámbito nacional, 2017/18 logra el doble: ganar el campeonato y la Copa de Moldavia. En el campeonato, ganó en 14 de los 16 partidos disputados, y en la Copa marcaron 33 goles en los 6 partidos disputados.
También en ese verano, siguió el debut del equipo en la Liga de Campeones Femenina de la UEFA. En el grupo preliminar, sufrió derrotas en los tres partidos. El primer gol de la historia en la arena internacional lo marcó Nadejda Colesnicenco.
Mantuvo a sus mejores jugadoras en la temporada 2018/19, que trajo un nuevo doblete de oro a nivel nacional. En la final de Copa, el rival FC Noroc Nimoreni volvió a ser derrotado, marcador 3-1.
La temporada 2019/20 parecía tener el mismo escenario. Ganó todos los partidos de la gira y se encaminaba con pasos seguros hacia un nuevo título. En la primavera, la pandemia de Covid-19 afectó el campeonato, que se completó solo por una decisión del Comité de Emergencia de la Federación Moldava de Fútbol. Sin embargo, Agarista fue nombrada campeona y nuevamente ganó el derecho a participar en las preliminares de la Liga de Campeones Femenina de la UEFA.
El equipo también tiene dos títulos nacionales en el fútbol sala femenino, y sus jugadoras también son miembros de la selección nacional femenina de Moldavia.
Las actuaciones obtenidas en los últimos años determinaron a la dirección a dar un nuevo paso en el desarrollo del club, con un nuevo nombre y emblema. Recientemente, Agarista se convirtió en el primer equipo femenino de Moldavia en pasar por el proceso de obtención de la licencia, obteniendo la Licencia de la UEFA Women's Champions League.

## Palmarés
- Campeonato femenino de fútbol de Moldavia (7): 2017/18, 2018/19, 2019/20, 2020/21, 2022/23, 2023/24, 2024/25
- Copa Femenina de Moldavia (2): 2017/18, 2018/19.

## Resultados internacionales
Resultados obtenidos en sus participaciones en la Liga de Campeones Femenina de la UEFA.

### 2018-19
Fase de clasificación – Grupo 8 – Anfitrión: SFK Sarajevo 2000
| Equipo                 | Pts | PJ | PG | PE | PP | GF | GC | Dif |
| ---------------------- | --- | -- | -- | -- | -- | -- | -- | --- |
| SFK Sarajevo 2000      | 9   | 3  | 3  | 0  | 0  | 12 | 1  | +11 |
| Vllaznia               | 6   | 3  | 2  | 0  | 1  | 7  | 7  | 0   |
| Pärnu                  | 3   | 3  | 1  | 0  | 2  | 4  | 5  | -1  |
| Agarista-ȘS Anenii Noi | 0   | 3  | 0  | 0  | 3  | 1  | 11 | -11 |

| 7 de agosto de 2018 | Pärnu                      | 2:0 (0:0) | Agarista-ȘS Anenii Noi | Estadio Asim Ferhatović Hase, Sarajevo, Bosnia y Herzegovina |                              |
|                     | - Bannikova 49' - Tülp 66' | Reporte   |                        | Árbitra: Elvira Nurmustafina                                 | Árbitra: Elvira Nurmustafina |

| 10 de agosto de 2018 | SFK Sarajevo 2000                                        | 5:0 (4:0) | Agarista-ȘS Anenii Noi | FF BH Football Training Centre, Zenica, Bosnia y Herzegovina |                          |
|                      | - Medić 3', 31' - Djoković 23', 45+3' (pen.) - Bojat 47' | Reporte   |                        | Árbitra: Henrikke Nervik                                     | Árbitra: Henrikke Nervik |

| 13 de agosto de 2018 | Agarista-ȘS Anenii Noi | 1:4 (0:2) | Vllaznia                               | Estadio Asim Ferhatović Hase, Sarajevo, Bosnia y Herzegovina |                          |
|                      | - Colesnicenco 89'     | Reporte   | - 38', 54' Muja - 41' Doci - 46' Gjini | Árbitra: Henrikke Nervik                                     | Árbitra: Henrikke Nervik |

### 2019-20
Fase de clasificación – Grupo 5 – Anfitrión: Slovan Bratislava
| Equipo                 | Pts | PJ | PG | PE | PP | GF | GC | Dif |
| ---------------------- | --- | -- | -- | -- | -- | -- | -- | --- |
| Spartak Subotica       | 9   | 3  | 3  | 0  | 0  | 12 | 1  | +11 |
| Ferencváros            | 6   | 3  | 2  | 0  | 1  | 7  | 7  | 0   |
| Slovan Bratislava      | 3   | 3  | 1  | 0  | 2  | 4  | 5  | -1  |
| Agarista-ȘS Anenii Noi | 0   | 3  | 0  | 0  | 3  | 1  | 11 | -11 |

| 07 de agosto de 2019 | Spartak Subotica | 12:0 (9:0) | Agarista-ȘS Anenii Noi | Estadio Pasienky, Bratislava |                           |
|                      | - Adamek 3', 67', 72' - Denda 16' - Matić 20' - Delgadillo 27', 31', 45+2' - Filipović 29', 33', 84' - Williams 79' | Reporte    |                        | Árbitra: Abigail Marriott    | Árbitra: Abigail Marriott |

| 10 de agosto de 2019 | Ferencváros                    | 2:0 (2:0) | Agarista-ȘS Anenii Noi | Estadio Pasienky, Bratislava |                         |
|                      | - Loghin 25' (a.g.) - Fogl 42' | Reporte   |                        | Árbitra: Victoria Beyer      | Árbitra: Victoria Beyer |

| 13 de agosto de 2019 | Agarista-ȘS Anenii Noi | 0:1 (0:1) | Slovan Bratislava    | Tehelné pole, Bratislava  |                           |
|                      |                        | Reporte   | - 35' (a.g.) Cerescu | Árbitra: Abigail Marriott | Árbitra: Abigail Marriott |

### 2020-21
Primera fase de clasificación
| 4 de noviembre de 2020 | Spartak Subotica                         | 4:0 (1:0) | Agarista-ȘS Anenii Noi | Subotica City Stadium, Subotica, Serbia |                       |
|                        | - Filipović 32' - Slović 60', 70', 90+2' | Reporte   |                        | Árbitra: Merima Čelik                   | Árbitra: Merima Čelik |